# Jaume Porta i Casanellas
Jaume Porta i Casanellas   (Barcelona, 24 d'agost de 1944 - Lleida, 22 de setembre de 2023) fou un científic i catedràtic d'universitat català. Expert edafòleg i enginyer agrònom, exercí bona part de la seua trajectòria professional a la Universitat Politècnica de Madrid i a la Universitat de Lleida; d'aquesta darrera en fou rector durant una dècada al tombant del segle xx, la primera de l'etapa contemporània i restituïda d'aquesta institució.
És considerat un dels especialistes en sòls i en agronomia més importants i reconeguts de la història de Catalunya, amb prestigi internacional en aquests camps d'estudi. Al llarg de la seua carrera investigadora i docent, edità un gran ventall de mapes sobre els sòls dels Països Catalans, publicà nombroses obres de referència i formà part i presidí diverses organitzacions de recerca en els àmbits de les ciències del sòl i l'enginyeria agrònoma, per la qual cosa fou guardonat amb diversos premis de l'àmbit acadèmic i d'abast nacional.

## Trajectòria

### Joventut i inicis en la investigació i docència
Jaume Porta i Casanellas naixé a Barcelona el 1944 i es graduà en Enginyeria Agrònoma per la Universitat Politècnica de Madrid l'any 1970. Posteriorment, es doctorà en aquest camp de coneixement a l'Escola Tècnica Superior d’Enginyers Agrònoms de la mateixa universitat, en col·laboració amb el Centre de Pedologia Biològica del Centre Nacional de la Recerca Científica, entitat francesa. La seua tesi, finançada amb una beca de la Fundació Juan March, fou dirigida per Carlos Roquero de Laburu i Philippe Duchaufour i rebé el premi José Gascón.
Un cop doctorat, inicià la seua activitat professional com a cap de departament del Laboratori Agrari Regional (LAR) de Galícia; també treballà als LARs de l'Ebre i de Madrid. Havent-hi estat d'ajudant des del 1971, l'any 1977 es convertí en professor de la Universitat Politècnica de Madrid, tot i que després es traslladà a la Universitat Politècnica de Catalunya (on dirigí el Departament de Medi Ambient i Ciènces del Sòl) i, finalment, a la Universitat de Lleida. De fet, estigué adscrit a l'Escola Tècnica Superior d’Enginyers Agrònoms de Lleida, centre que inicialment formà part de la Politècnica i més tard fou integrat per la universitat ilerdenca. Durant tres anys, atès el seu passat com a doctorand a l'Estat francès, exercí com a professor visitant de l'Institut Nacional Agronòmic de París-Grignon, entre el 1983 i el 1986. També passà, amb estades científiques, per la Universitat de Cranfield del Regne Unit i per institucions de recerca del Quebec.
La seua recerca s'especialitzà en els processos d'erosió i de mapatge dels sòls, en propietats dels sòls calcaris i rics en guix i en els mecanismes de protecció i les aproximacions més sostenibles per a les activitats agràries. Endemés, tingué un rol acadèmic molt rellevant en la translació d'aquests coneixements empírics en obres pedagògiques i d'ús educatiu, així com en la normalització lingüística de la terminologia vinculada a l'edafologia, tant en català com en altres llengües de l'Estat espanyol.

### Càtedra i rectorat universitaris i afiliacions institucionals
En les institucions d'investigació catalanes, Porta i Casanellas fou el fundador i el vicepresident de la Institució Catalana d'Estudis Agraris entre el 1982 i el 1983, exercí també entre el 1984 i el 1987 el càrrec de director de l'Escola Tècnica Superior d'Enginyeria Agrària, pertanyent a la Universitat de Lleida, i, després, com a rector d'aquesta institució entre el 1993 al 2003.
Un cop s'assentà a Lleida com a catedràtic el 1986, hi compaginà la càtedra d’Edafologia i Química Agrícola amb, entre el 1993 i el 2012, una posició de professor convidat a la diplomatura internacional d'edafologia (anomenada en homenatge a Nicolás Aguilera) de la Universitat Nacional Autònoma de Mèxic. També impartí nombrosos seminaris i conferències de postgrau, sobretot pel que fa a l'ordenació del territori i per a formar personal de l'Institut Cartogràfic i Geològic de Catalunya. En aquell mateix període i durant un decenni, fou el primer rector de la Universitat de Lleida, nomenat en el càrrec per la Generalitat de Catalunya un cop se'n restablí el rang universitari després que Felip V d'Espanya l'abolís amb una Reial cèdula l'any 1717.
La seua etapa al capdavant de la Universitat destacà per la complexitat en una etapa incerta i primerenca, però reeixida per l'ampliació de les infraestructures, sobretot la construcció del Campus de Cappont i el subsegüent Centre de Cultures i Cooperació Transfronterera. Les fonts en realcen l'opinió pública favorable sobre, per una banda, l'impuls que donà a la modernització del sistema de biblioteques; així com, per l'altra, per la commemoració institucional i solemne que promogué per a dignificar el setè centenari de l'Estudi General de Lleida i la seua recuperació com a universitat contemporània. Estretament lligat amb aquest càrrec, també fou el president de la Fundació Universitat de Lleida. El 2014, a setanta anys, passà a ser-ne catedràtic emèrit.

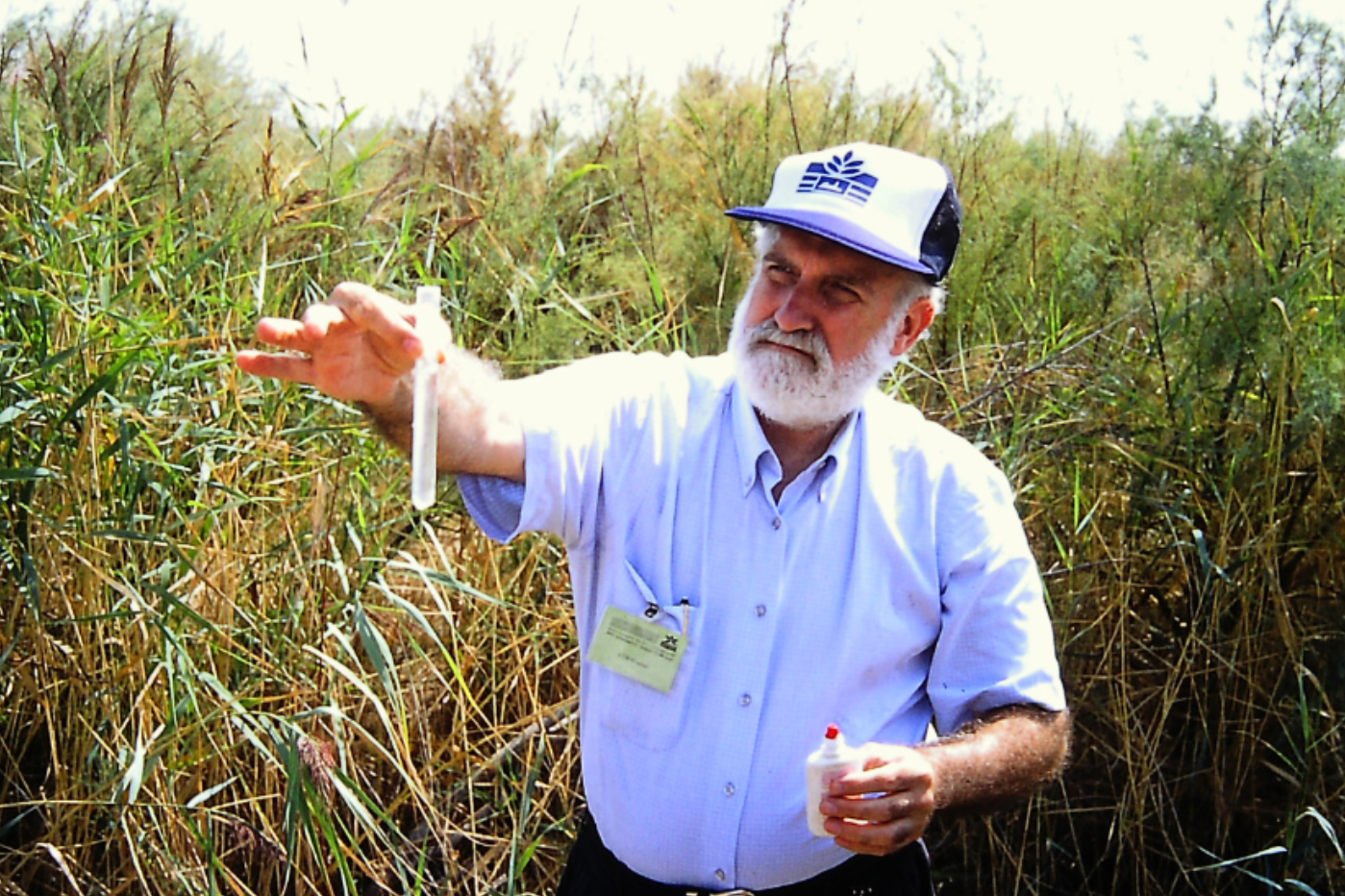
Jaume Porta i Casanellas durant una excursió de camp científica al Congrés Internacional de la IUSS a Montpeller, l'any 1998.

S'ha documentat que dirigí entre sis i vuit tesis doctorals catalanes, espanyoles i belgues. Pel que fa a l'afiliació en organitzacions acadèmiques, fou assessor agrari, en l'etapa entre el 1977 i el 1980, del primer Govern de Catalunya després del restabliment d'aquesta institució, sota la presidència de Josep Tarradellas i Joan. El febrer del 1997, ingressà com a membre numerari de l'Institut d'Estudis Catalans, en el qual participà activament en un gran ventall de publicacions, conferències i actes. Exercí, entre el 2003 i el 2007, dins del Consell Assessor per al Desenvolupament Sostenible i el 2009 fou nomenat president de la Societat Espanyola de la Ciència del Sòl. En aquesta darrera societat, li fou renovada la presidència el 2013 i el 2019 se'l distingí com a president honorífic.
Porta i Casanellas pertanyé, addicionalment, a la Unió Internacional de la Ciència del Sòl i a la Societat Belga de la Ciència del Sòl, amb jornades d'assessorament significatives als experts en sòl de Navarra, entre d'altres. Addicionalment, pel que respecta a afers internacionals mediambientals, assessorà la Unió Europea per a una metodologia holística en l'ús sostenible dels sòls. De resultes del seu rectorat, fou membre de diversos comitès de la Xarxa Vives d'Universitats i del Consell Consultiu de la Fundació Universitària Balmes de què depèn la Universitat de Vic.

## Premis i homenatges
Al llarg de la seua trajectòria, rebé diversos guardons notables de l'àmbit acadèmic i de l'institucional. El 1986, fou premiat amb la Medalla de l'Agricultura del Departament d’Agricultura, Ramaderia i Pesca de la Generalitat de Catalunya i també amb el premi al Llibre Agrícola de Lleida, guardó que guanyà per segon cop el 1994. Durant les darreries del segle xx, la Diputació d'Aragó li conferí el Premi Jordán de Asso d'Investigació Agrària i el Ministeri d'Agricultura, Pesca i Alimentació d'Espanya el nomenà Comanador de l'Orde Civil del Mèrit Agrícola.
Amb l'entrada del nou segle, l'any 2004 també li fou entregada la Medalla de l'Estudi General de Lleida i, un cop retirat, la Medalla de l'Associació Catalana d'Universitats Públiques (2015). A més, per part de l'organització col·legial espanyola de l'ofici, fou nomenat Col·legiat d'Honor del Consell General dels Col·legis Oficials d'Enginyers Agrònoms d'Espanya. A aquest reconeixement, hi sumà la presidència honorífica de la Societat Espanyola de la Ciència del Sòl.
L'any 2019 la Universitat de Lleida l'homenatjà dedicant-li amb el seu nom una de les biblioteques de la institució, la del Centre de Cultures i Cooperació Transfronterer. Dos anys després, el 2021, l'Institut d'Estudis Ilerdencs, la Diputació de Lleida i la Universitat de Lleida confeccionaren un llibre d'homenatge a la seua trajectòria, editat per altres referents en aquesta disciplina com Rosa Maria Poch Claret: Medi Ambient i Ciències del Sòl - Miscel·lània homenatge a Jaume Porta. Aquell mateix any, també rebé un homenatge de part dels seus companys de departament a l'Escola Tècnica Superior d'Enginyeria Agrària. El setembre del 2023, els tres dies posteriors de la seua mort foren declarats de dol per la universitat lleidatana.

## Obres i publicacions
Porta i Casanellas fou autor o coautor de fins a una cinquantena de llibres i de capítols literaris acadèmics, una part significativa dels quals conjuntament amb la seua esposa, la també edafòloga i enginyera agrònoma Marta López-Acevedo Reguerín. Dos dels més rellevants en què participà són Introducció al coneixement del sòl. Sòls dels Països Catalans (1985, amb Josep M. Alcañiz, Edith Castells, Robert Cruañes, M. Teresa Felip, Juan Sánchez i Narcís Teixidor) i Lèxic de la ciència del sòl (1989, amb Montserrat Ferret, Narcís Teixidor, i M. Rosa Poch), considerats dues de les primeres compilacions de la ciència del sòl als Països Catalans i en català, i que posaren de manifest la necessitat d'adaptar, incorporar i normalitzar terminologia sobre aquestes disciplines científiques en llengua catalana. Quatre altres obres especialitzades i de prestigi sota la seua coautoria foren Edafología para la agricultura y el medio ambiente (1992, amb Marta López-Acevedo i C. Roquero), Introducció a l'Edafologia: Ús i protecció dels sòls (2009) —que amb diverses edicions publicades han esdevingut textos essencials en l'educació universitària sobre l'edafologia tant als territoris de parla catalana com també castellana— i els dos volums vinculats a les seues estades com a professor a Mèxic, Curso Internacional de Edafología Nicolás Aguilera i Una oferta de educación a lo largo de toda la vida: Análisis de 25 ediciones del Curso Internacional de Edafología Nicolás Aguilera de la UNAM.
També participà en la confecció del Diccionari multilingüe de la ciència del sòl, un esforç coordinat entre l'Institut d'Estudis Catalans, la Societat Espanyola de la Ciència del Sòl i el TERMCAT, a més de coordinador del portal de l'IEC sobre cartografia, mapes i protecció relatius als sòls als Països Catalans. Aquell diccionari fou un desenvolupament posterior de la seua obra prèvia Mapa de Sòls de Catalunya, les Balears i Andorra. En l'àmbit de l'ensenyament universitari, també publicà els llibres La Universidad en el cambio de siglo (1998) i Cómo reformar la universidad en 15 días (2001) i Doctorat Honoris Causa a l'Exili Català per la Universitat de Lleida (2003). Així mateix, en el pla personal, signà les obres Václav Havel. Una trayectoria, una investidura i Descobrir Lleida passejant per l'arquitectura del segle XX (2005).
Treballà en dos llibres més que es veieren afectats per la seua mort: un sobre el futur de la universitat en la societat de les tecnologies de la informació i en el revulsiu de la intel·ligència artificial, i l'altre, Planteamientos y retos para la Universidad en los inicios del siglo XXI, que havia previst de tenir enllestit a les impremtes el 2024.